# Horatosphaga stylifera
Horatosphaga stylifera is een rechtvleugelig insect uit de familie sabelsprinkhanen (Tettigoniidae). De wetenschappelijke naam van deze soort is voor het eerst geldig gepubliceerd in 1910 door Karny.